# The Road to Escondido

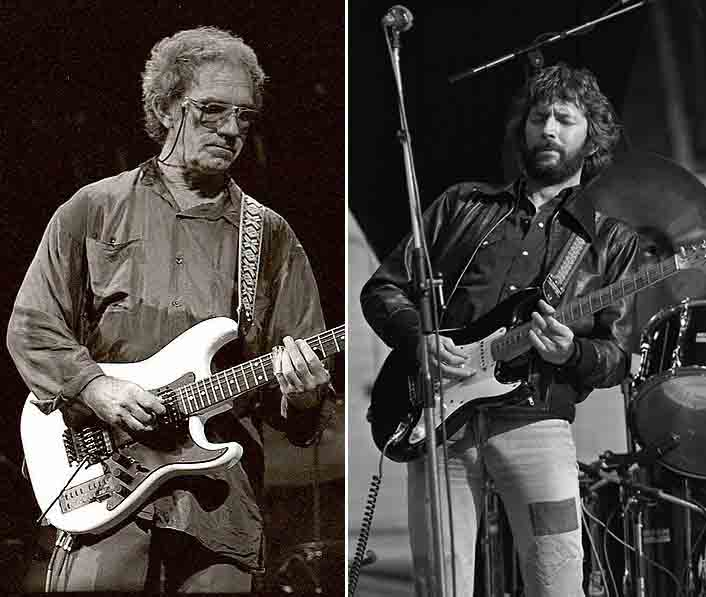
J. J. Cale en Eric Clapton.

The Road to Escondido is een album van J.J. Cale en Eric Clapton. Het album, dat uitkwam op 7 november 2006, is opgedragen aan Billy Preston. Dit is het laatste album waaraan Preston een bijdrage heeft geleverd.
Escondido is een stad in de buurt van Cale's thuisbasis Valley Center. In 2008 kreeg het album een Grammy voor het beste bluesalbum.

## Nummers
Alle muziek en teksten zijn geschreven door J.J. Cale, tenzij anders aangegeven. 
| 1.                 | Danger                                   | 5:34 |
| 2.                 | Heads in Georgia                         | 4:12 |
| 3.                 | Missing Person                           | 4:26 |
| 4.                 | When This War is Over                    | 3:49 |
| 5.                 | Sporting Life Blues (Brownie McGhee)     | 3:31 |
| 6.                 | Dead End Road                            | 3:30 |
| 7.                 | It's Easy                                | 4:19 |
| 8.                 | Hard to Thrill (Eric Clapton/John Mayer) | 5:11 |
| 9.                 | Anyway the Wind Blows                    | 3:56 |
| 10.                | Three Little Girls (Clapton)             | 2:44 |
| 11.                | Don't Cry Sister                         | 3:10 |
| 12.                | Last Will and Testament                  | 3:57 |
| 13.                | Who Am I Telling You                     | 4:08 |
| 14.                | Ride the River                           | 4:35 |
| Totale duur: 57:05 |                                          |      |